# Sporophile du Caqueta
Sporophila murallae
Espèce
Statut de conservation UICN

 LC  : Préoccupation mineure
Le Sporophile du Caqueta (Sporophila murallae) est une espèce de passereaux appartenant à la famille des Thraupidae.

## Répartition
Cet oiseau se trouve dans l'ouest bassin de l'Amazone dans le sud-est de la Colombie, dans l'est de l'Équateur, au nord-est de Pérou et à l'extrême ouest du Brésil (ouest de Acre et  Amazonas seulement). Son statut dans le sud-est du Pérou n'est pas clair.

## Habitat
Il habite les zones humides ouvertes ou semi-ouvertes.